# Syskey
SYSKEY — утилита, которая шифрует информацию хешированного пароля в базе данных SAM в системе Windows, используя 128-битный ключ шифрования.
SYSKEY была функциональным дополнением, добавленным в Windows NT 4.0 SP3. Она предназначалась для защиты против офлайн атак взлома пароля, так что база данных SAM оставалась защищённой, даже если кто-то скопировал её. Тем не менее, в декабре 1999 года группа из BindView, специализирующаяся на компьютерной безопасности, нашла брешь в безопасности SYSKEY, что указывало на офлайн возможность определённого вида криптоаналитической атаки. Затем стала возможной атака путём полного перебора паролей.
Позднее Microsoft сотрудничал с BindView для выпуска исправления этой проблемы (названной ошибкой Syskey), которая, как представляется, устранена и SYSKEY был признан достаточно безопасным для противостояния атаке путём полного перебора.
Согласно Тодду Сабину (Todd Sabin) из команды BindView RAZOR, проблеме также были подвержены и версии Windows 2000 до RC3.
SYSKEY больше не поддерживается и удалена из системы с версии Windows 10 версии 1709, Windows Server, версии 2004.

## Использование и режимы
Запуск утилиты производится из командной строки. В главном окне утилиты можно включить шифрование (обратная операция невозможна). Кнопка «Обновить» позволяет выбрать один из трёх режимов работы утилиты:
- Пароль запуска (требует ввода пароля при загрузке системы)
- Хранение ключа запуска на дискете (требует вставлять дискету при загрузке системы)
- Хранение ключа запуска на локальном диске (не требует дополнительных действий при загрузке системы)

## Источник
- Эта статья первоначально была основана на материалах Free On-Line Dictionary, который доступен под лицензией GFDL.

1. ↑  Syskey.exe больше не поддерживается - Windows Server (рус.). learn.microsoft.com. Дата обращения: 12 апреля 2023. Архивировано 12 апреля 2023 года.